# ال سانتوآریو
ال سانتوآریو (به اسپانیایی: El Santuario) یک سکونتگاه مسکونی در کلمبیا است که در Eastern Antioquia واقع شده‌است.